# Aughrim (comté de Galway)
Pour les articles homonymes, voir Aughrim.
Aughrim (Irlande: Eachroim, ce qui signifie crinière de cheval) est un petit village dans le comté de Galway, en Irlande.

## Vue d'ensemble
La localité se trouve entre les villes de Loughrea et Ballinasloe, le long de la nationale N6, route principale qui relie les grandes villes de Galway, Athlone et Dublin.
Sa place dans l'histoire est assurée car c'est ici que le Marquis de St Ruth a préparé les troupes irlandaises pour la Bataille d'Aughrim pendant la guerre Williamite en Irlande, menée le 12 juillet 1691.
Selon les services de recensement irlandais, le village avait une population de 546 habitants en 2002 et 595 habitants en 2011.

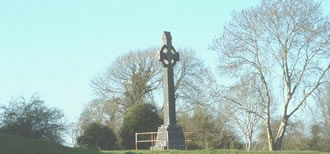
Le champ de bataille, marqué par une croix.

## Organisations communautaires
Aughrim est le siège de l'organisation caritative Sunflowers Tchernobyl Appeal qui mène des activités bénévoles dans les régions du Bélarus touchées par la catastrophe nucléaire de Tchernobyl.

## Personnalité
- Richard Lawrence Vere Shannon (1897-1976), officier de marine, y est né.